# Jenny Rissveds
Jenny Rissveds (Falun, 6 de junho de 1994) é uma ciclista sueca, especializada em cross country.

Conquistou uma medalha de ouro nos Jogos Olímpicos de 2016 e foi campeã mundial de mountainbike sub-23 em 2016, assim como campeã europeia em 2013.